# 2010 RM45
2010 RM45 est un objet transneptunien, considéré comme objet épars.

## Caractéristiques
2010 RM45 mesure environ 250 kilomètres de diamètre.